# Lista de prefeitos de Tangará da Serra

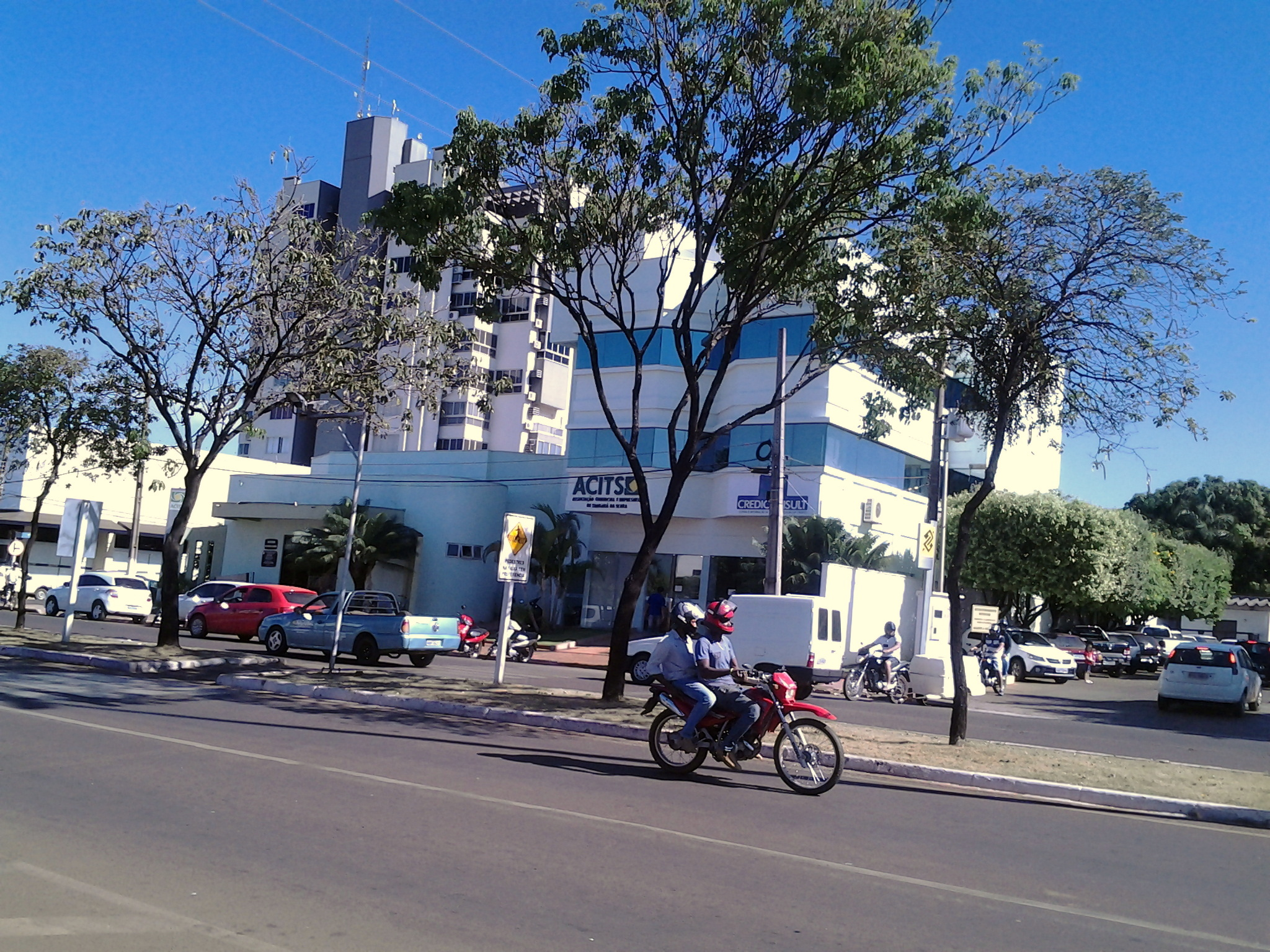
Vista parcial de Tangará da Serra, Mato Grosso.

Esta é a lista de prefeitos da cidade de Tangará da Serra, município do estado brasileiro de Mato Grosso, que assumiram o cargo após a emancipação política da cidade, decretada em 13 de maio de 1976.
Hoje, a administração municipal se dá pelo poder executivo, poder legislativo e poder judiciário. O primeiro é representado pelo prefeito e seu gabinete de secretários, em conformidade ao modelo proposto pela Constituição Federal. O atual prefeito é Vander Masson eleito em novembro de 2020 para um mandato que se encerra em 31 de dezembro de 2024.

## Lista
| Lista de prefeitos do município de Tangará da Serra | Lista de prefeitos do município de Tangará da Serra                | Lista de prefeitos do município de Tangará da Serra | Lista de prefeitos do município de Tangará da Serra | Lista de prefeitos do município de Tangará da Serra | Lista de prefeitos do município de Tangará da Serra             | Lista de prefeitos do município de Tangará da Serra                    |
| --------------------------------------------------- | ------------------------------------------------------------------ | --------------------------------------------------- | --------------------------------------------------- | --------------------------------------------------- | --------------------------------------------------------------- | ---------------------------------------------------------------------- |
| Nº                                                  | Nome                                                               | Imagem                                              | Partido                                             | Início do mandato                                   | Fim do mandato                                                  | Observações                                                            |
| 1                                                   | Thais Bergo Duarte Barbosa (Rio Verde, 01.11.1940–)                |                                                     | Aliança Renovadora Nacional ARENA                   | 13 de maio de 1976                                  | 1° de julho de 1981                                             | Prefeita nomeada                                                       |
| 2                                                   | Ari Torres                                                         |                                                     | Partido Democrático Social PDS                      | 1° de julho de 1981                                 | 1° de fevereiro de 1983                                         | Prefeito em exercício                                                  |
| 3                                                   | Antonio Porfírio de Brito (Bodocó, 23.06.1931– Cuiabá, 17.11.2015) |                                                     | Partido do Movimento Democrático Brasileiro PMDB    | 1° de fevereiro de 1983                             | 31 de dezembro de 1988                                          | Prefeito eleito em sufrágio universal                                  |
| 4                                                   | Manoel Ferreira de Andrade (1945– Cuiabá, 07.09.2018)              |                                                     | Partido Liberal PL                                  | 1° de janeiro de 1989                               | 31 de dezembro de 1992                                          | Prefeito eleito em sufrágio universal                                  |
| 5                                                   | Saturnino Masson (Tanabi, 29.11.1944–)                             |                                                     | Partido da Social Democracia Brasileira PSDB        | 1° de janeiro de 1993                               | 31 de dezembro de 1996                                          | Prefeito eleito em sufrágio universal                                  |
| 6                                                   | Jaime Luiz Muraro (Caxias do Sul, 01.11.1948–)                     |                                                     | Partido da Frente Liberal PFL                       | 1° de janeiro de 1997                               | 1° de agosto de 2000                                            | Prefeito eleito em sufrágio universal                                  |
| 7                                                   | Fábio Junqueira (Olímpia, 23.04.1957–)                             |                                                     | Partido do Movimento Democrático Brasileiro PMDB    | 1° de agosto de 2000                                | 31 de dezembro de 2000                                          | Prefeito em exercício                                                  |
| 8                                                   | Jaime Luiz Muraro (Caxias do Sul, 01.11.1948–)                     |                                                     | Partido da Frente Liberal PFL                       | 1° de janeiro de 2001                               | 1° de novembro de 2004                                          | Prefeito eleito em sufrágio universal                                  |
| 9                                                   | Ana Maria Monteiro de Andrade                                      |                                                     | Partido da Social Democracia Brasileira PSDB        | 1° de novembro de 2004                              | 31 de dezembro de 2004                                          | Assumiu após afastamento do prefeito Jaime Muraro                      |
| 10                                                  | Júlio César Davoli Ladeia (Nova Granada, 28.01.1961–)              |                                                     | Partido da República PR                             | 1° de janeiro de 2005                               | 31 de dezembro de 2008                                          | Prefeito eleito em sufrágio universal                                  |
| 10                                                  | Júlio César Davoli Ladeia (Nova Granada, 28.01.1961–)              | 1° de janeiro de 2009                               | Partido da República PR                             | 23 de abril de 2009                                 | Prefeito reeleito em sufrágio universal, posteriormente cassado |                                                                        |
| 11                                                  | José Pereira Filho, Zé Pequeno (Tarumirim, 01.04.1967–)            |                                                     | Partido dos Trabalhadores PT                        | 23 de abril de 2009                                 | 5 de agosto de 2009                                             | Prefeito interino                                                      |
| 12                                                  | José Jaconias da Silva (Tangará da Serra, 01.08.1980–)             |                                                     | Partido dos Trabalhadores PT                        | 5 de agosto de 2009                                 | 12 de julho de 2011                                             | Vice-prefeito em exercício no cargo de titular, posteriormente cassado |
| 13                                                  | Miguel Romanhuk (Campo Mourão, 14.11.1953–)                        |                                                     | Democratas DEM                                      | 12 de julho de 2011                                 | 30 de setembro de 2011                                          | Prefeito em exercício                                                  |
| 14                                                  | Saturnino Masson (Tanabi, 29.11.1944–)                             |                                                     | Partido da Social Democracia Brasileira PSDB        | 1° de outubro de 2011                               | 31 de dezembro de 2012                                          | Prefeito eleito por eleições indiretas                                 |
| 15                                                  | Fábio Junqueira (Olímpia, 23.04.1957–)                             |                                                     | Partido do Movimento Democrático Brasileiro PMDB    | 1° de janeiro de 2013                               | 31 de dezembro de 2016                                          | Prefeito eleito em sufrágio universal                                  |
| 15                                                  | Fábio Junqueira (Olímpia, 23.04.1957–)                             | 1° de janeiro de 2017                               | Partido do Movimento Democrático Brasileiro PMDB    | 31 de dezembro de 2020                              | Prefeito reeleito em sufrágio universal                         |                                                                        |
| 16                                                  | Vander Alberto Masson (Nova Olímpia, 22.06.1968–)                  |                                                     | Partido Social Democrático PSD                      | 1º de janeiro de 2021                               | 31 de dezembro de 2024                                          | Prefeito eleito em sufrágio universal                                  |
| 16                                                  | Vander Alberto Masson (Nova Olímpia, 22.06.1968–)                  | União Brasil UNIÃO                                  | 1° de janeiro de 2025                               | Atualidade                                          | Prefeito reeleito em sufrágio universal                         |                                                                        |

### Legenda
| cor   | significado                                                                |
| Verde | mandatários eleitos por votação direta ou indireta (pela câmara municipal) |
| Bege  | mandatários em exercício                                                   |